# Anseropoda lobiancoi
Anseropoda lobiancoi är en sjöstjärneart som först beskrevs av Ludwig 1897.  Anseropoda lobiancoi ingår i släktet Anseropoda och familjen Asterinidae. Inga underarter finns listade i Catalogue of Life.